# Lora de Estepa
Lora de Estepa é um município da Espanha na província de Sevilha, comunidade autónoma da Andaluzia, de área 18 km² com população de 829 habitantes (2007) e densidade populacional de 44,89 hab/km².

## Demografia
| Variação demográfica do município entre 1991 e 2004 | Variação demográfica do município entre 1991 e 2004 | Variação demográfica do município entre 1991 e 2004 | Variação demográfica do município entre 1991 e 2004 |
| --------------------------------------------------- | --------------------------------------------------- | --------------------------------------------------- | --------------------------------------------------- |
| 1991                                                | 1996                                                | 2001                                                | 2004                                                |
| 719                                                 | 741                                                 | 783                                                 | 803                                                 |